# Beverone
Beverone (Beveùn in dialetto locale) è una frazione di 22 abitanti nel comune di Rocchetta di Vara, in provincia della Spezia.

## Geografia fisica
È precisamente situato tra le frazioni di Garbugliaga e Veppo. Il paese, costituito da un'unica via che taglia il paese in due parti, la cosiddetta Via Maestra, si inerpica lungo una ripida salita che porta alla Chiesa di San Giovanni Battista, dove vengono celebrate le messe più importanti come quelle di Pasqua e Natale. Le messe domenicali vengono invece celebrate alla cappella all'inizio del paese.

## Origine del nome
Il nome Beverone è, secondo alcuni studiosi, riconducibile alla base latina "bibere" (bere), con riferimento a località dove si abbeveravano le greggi o ricche di acque sorgive.

## Storia
Data la posizione in cui si trova è indubbia l'antichità dell'abitato, sebbene non si conosca il secolo di fondazione; è tuttavia molto probabile che sul monte fosse originariamente presente un castellaro.
Con il declino del potere temporale dei vescovi di Luni, Beverone passò sotto la signoria dei marchesi Malaspina di Villafranca cui rimase sino all'arrivo di Napoleone alla fine del XVIII secolo. Dopo la parentesi rivoluzionaria, il Congresso di Vienna attribuì i territori degli ex feudi malaspinani al duca di Modena, per essere quindi aggregati, con l'Unità d'Italia, alla provincia di Massa Carrara.
Una relazione compilata il 7 gennaio 1822 da don Alessandro Malatesta ben descrive l'allora vita nel borgo: "Niuno avvi in parrocchia che abbia o tenghi libri proibiti, nessuno che sparga o dissemini cattive massime per ciò che sia in cognizione". "Neppur v'è alcun malvivente o bestemmiatore". "Fra le persone o famiglie della parrocchia non avvi al presente alcuna inimicizia od odio". "Tra giovani e figlie non seguono amoreggiamenti che portino scandalo ma vivono onestamente". "Per essere il vino molto scarso in questa popolazione e molto acerbo non vi sono né osterie Né bettole né cantine". "Le donne vestono tutte onestamente ne vi è in ciò alcun disordine". "Nelle feste, salvo il dì 29 agosto non si tengono né mercati né fiere né altro non essendovi alcuno che abbia bottega".
Il Comune di Rocchetta Vara, di cui è parte Beverone, fu inglobato nella neonata provincia della Spezia dal 2 febbraio 1923.

## Monumenti e luoghi d'interesse

### Architetture religiose
- Chiesa parrocchiale di San Giovanni Decollato.
- Oratorio di Sant'Andrea, all'inizio del paese, edificato intorno al 1680.[4]

## Galleria d'immagini

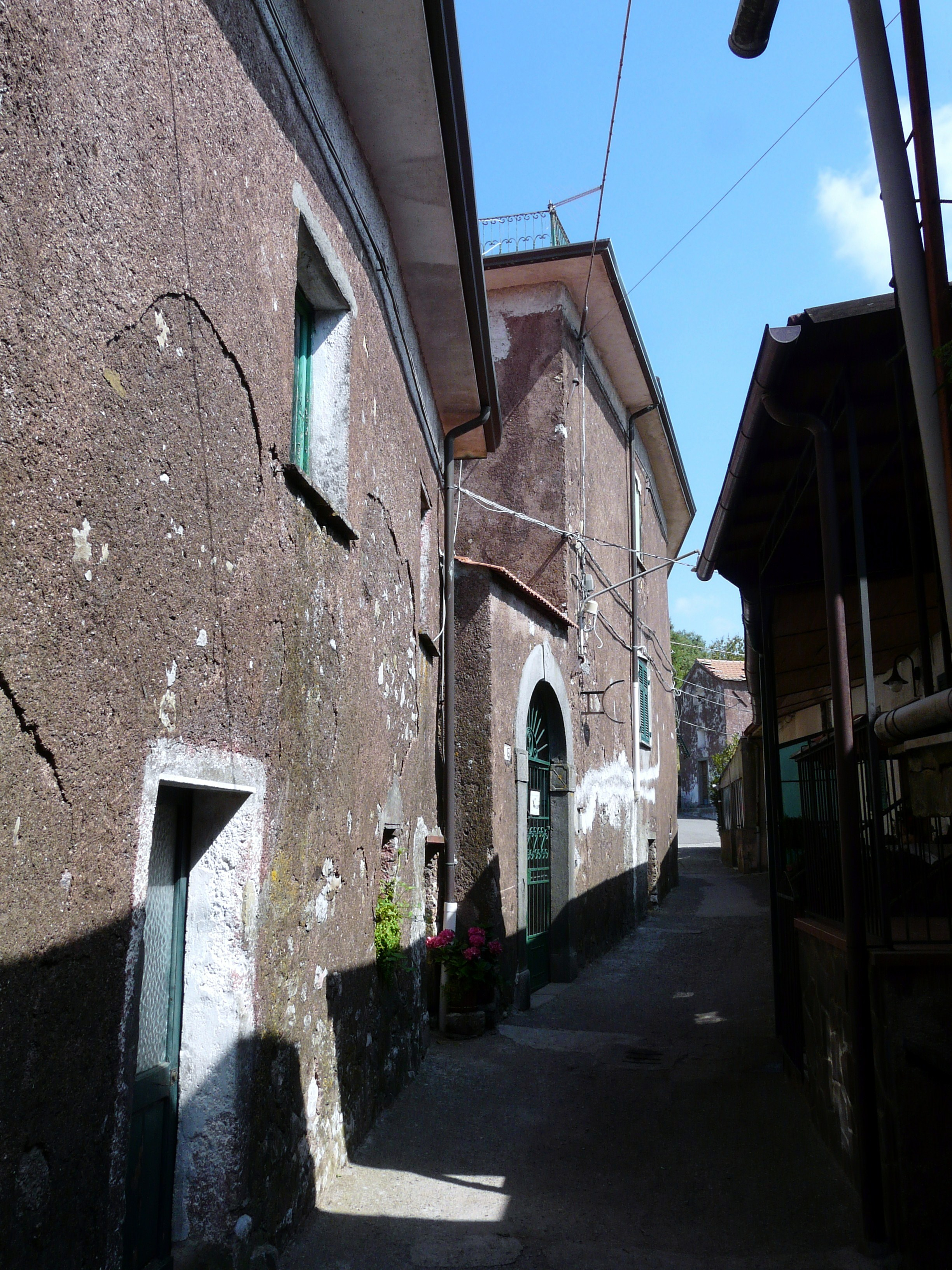
Via Maestra del centro di Beverone
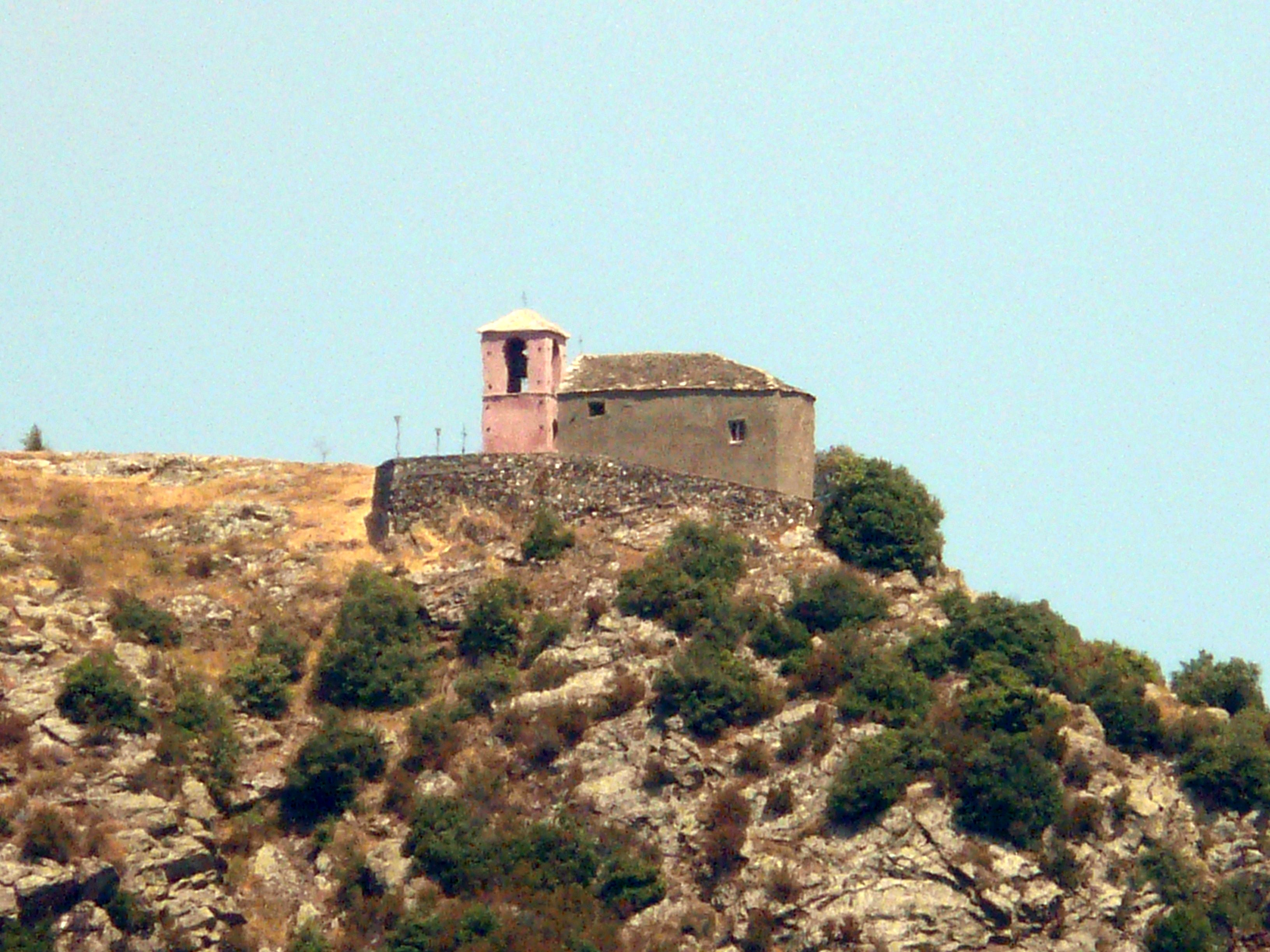
La chiesa di San Giovanni Decollato
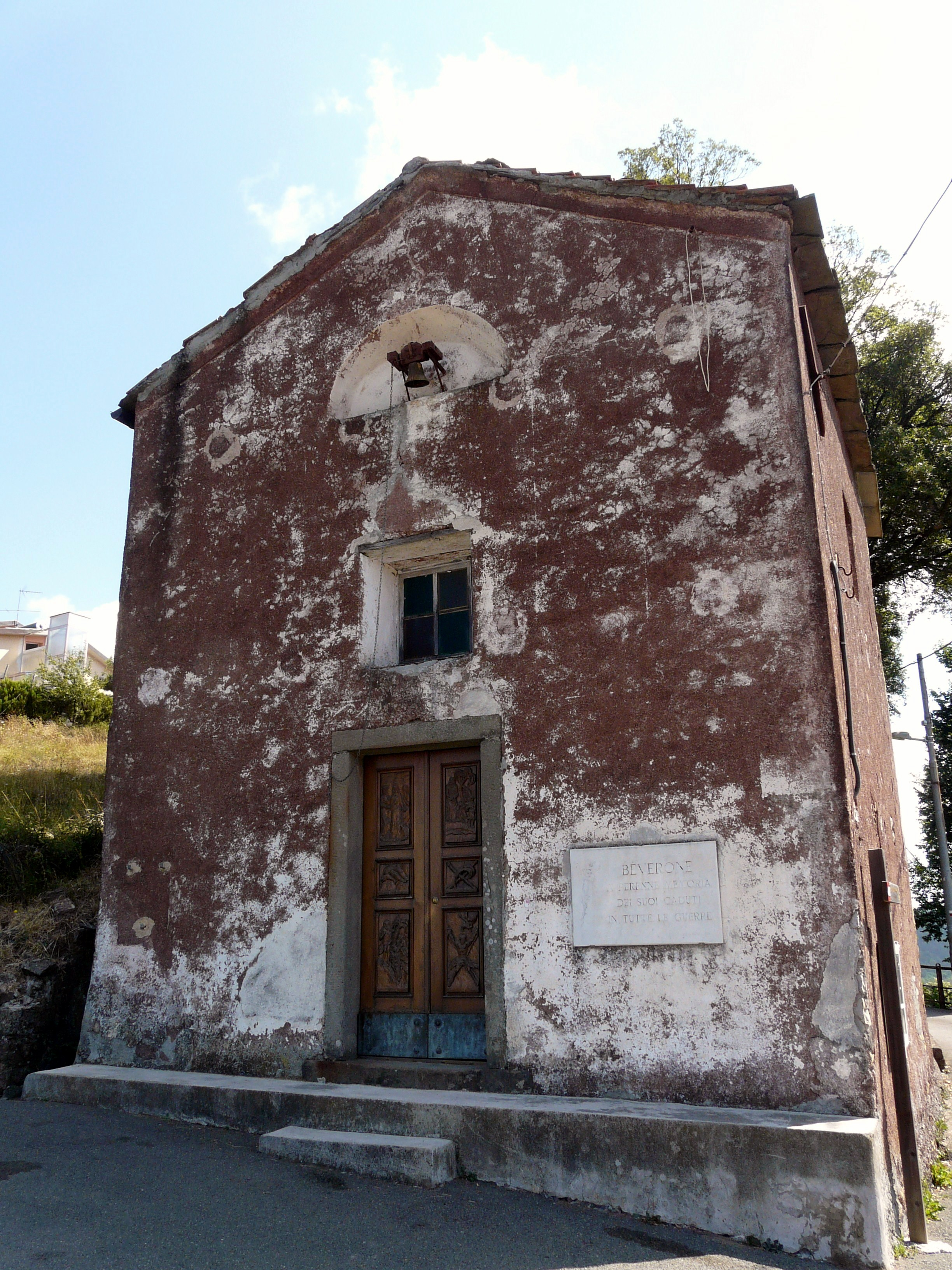
L'oratorio di Sant'Andrea
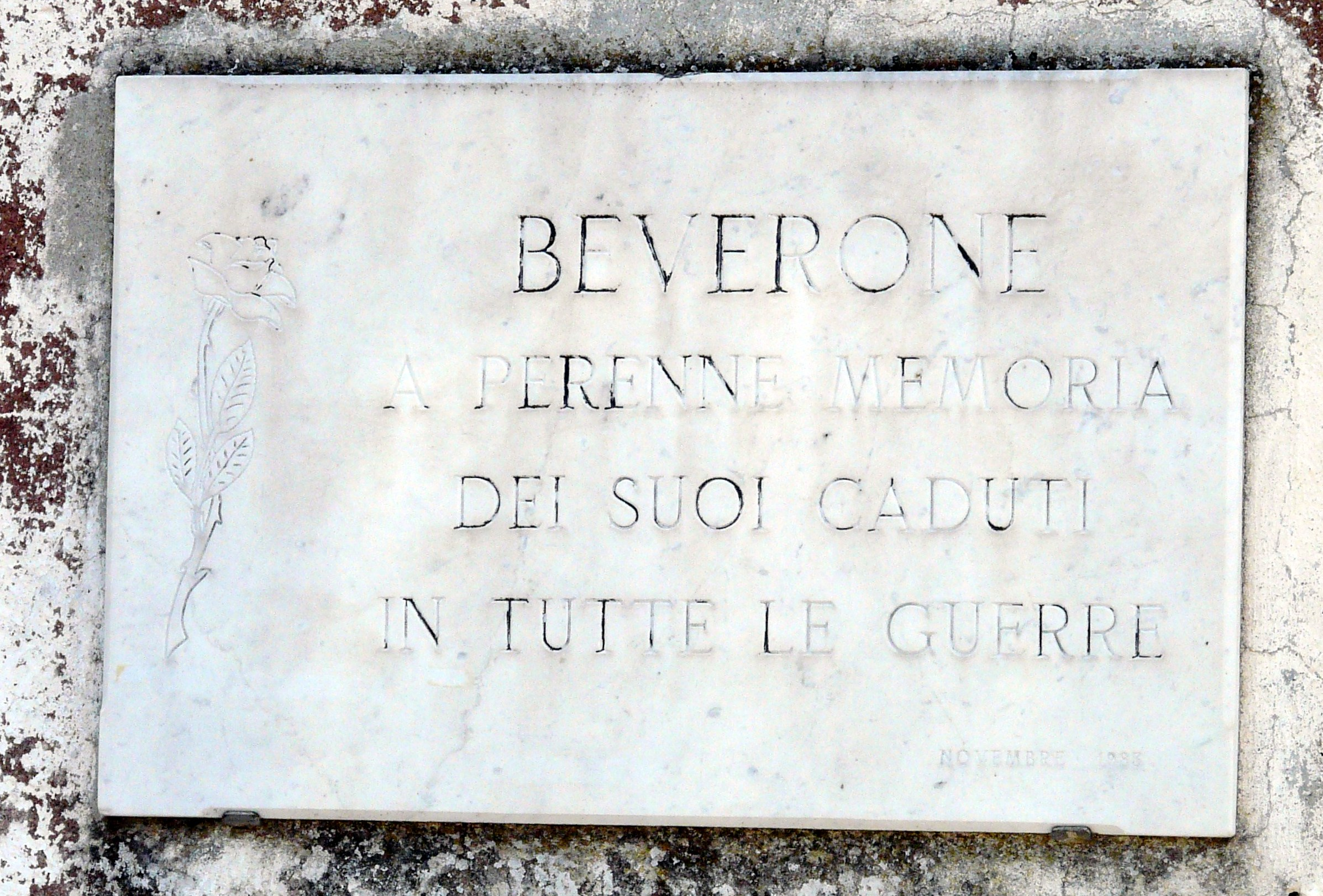
Targa ai caduti.